# Předpětí (elektronika)

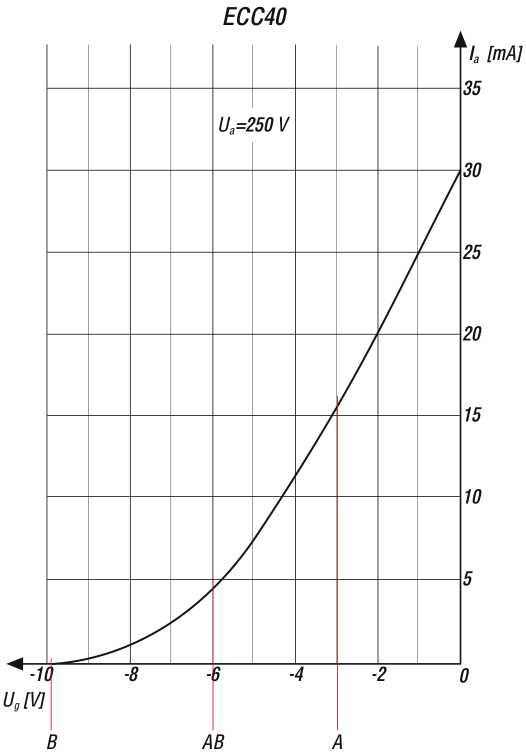
Tři různé pracovní body zesilovací elektronky, podle velikosti záporného předpětí řídící elektrody

Kladné předpětí báze tranzistoru je vytvořené odporovým děličem R1 a R2

Předpětí se používá v elektronických obvodech k nastavení požadovaného pracovního bodu elektronických součástek jako jsou elektronky, diody, tranzistory a další.
Prakticky jde o přivedení dodatečného stejnosměrného napětí na místo, kde prochází užitečný střídavý signál. Nastavením stejnosměrného pracovního bodu na charakteristické křivce prvku se změní zesílení nebo zkreslení střídavého signálu, který prvkem prochází.